# Algizid
Algizide sind Biozide mit Wirkung gegen Algen. Praktische Bedeutung haben sie zum Beispiel bei der Bekämpfung von Algen in Schwimmbädern, am Bau in Fassadenanstrichen und Dämmmaterialien, in Kühltürmen oder in Schiffsanstrichen. Einige Herbizide mit algizider Wirkung können gegen Algenwuchs auf Wegen verwendet werden.

## Wirkstoffe
| Wirkstoff           | Handelsname             | Bemerkung |
| ------------------- | ----------------------- | --- |
| Simazin             | Simazin, Ydrazin        | |
| Atrazin             | Wonuk                   | |
| Desmetryn           | Tpousyn                 | |
| Dichlorophen        |                         | |
| DCMU                | Diuron, FI 106, Karmex  | seit 1997 nur noch eingeschränkt zugelassen, weitere Einschränkungen geplant                                      |
| Kupfersulfat        |                         | früher Standardmittel gegen Algen in Schwimmbädern, heute nur noch vereinzelt verwendet                           |
| Kupferoxychlorid    | Spritz Cupral, Funguran | 1942 erstmals in der Nickelhütte Aue in Deutschland produziert, diente als Spritzmittel gegen Pflanzenkrankheiten |
| Benzalkoniumchlorid |                         | Hauptwirkstoff in vielen aktuellen Algiziden im Schwimmbadbereich.                                                |
| Pelargonsäure       |                         | in Deutschland gegen Algen auf Gehwegen zugelassen (Pflanzenschutzmittel-Zulassung)                               |
| Cybutryn            | Irgarol                 | |
| Terbutryn           |                         | Als Algizid in Dispersionsfarben und Putzen                                                                       |